# Mahamadou Danda
Mahamodou Danda (25 de julio de 1951) es un político nigerino que fue nombrado primer ministro de Níger por el Consejo Supremo para la Restauración de la Democracia el 23 de febrero de 2010. Ocupó el cargo hasta el 7 de abril de 2011, siendo sucedido por Brigi Rafini.

## Carrera política
Comenzó durante el régimen de Seyni Kountché en los años setenta; fue subprefecto de Niamey de 1979 a 1980 y el mismo cargo en Filingué entre 1983 y 1987. Tras la muerte de Kountché formó parte del gobierno de Ali Saibou hasta julio de 1988. Después pasó a ocupar diversos cargos en el Movimiento Nacional por la Sociedad y el Desarrollo. Luego del golpe de Estado de 1999, siendo considerado un representante de la sociedad civil, fue nombrado Ministro de Comunicación, Cultura, Juventud y Deportes, permaneciendo en el gobierno hasta diciembre de 1999.
El nuevo golpe de Estado en 2010 supuso el acceso al poder de una junta militar, autodenominada Consejo Supremo para la Restauración de la Democracia. Salou Djibo se convirtió en el presidente de facto y en febrero nombró a Danda Primer ministro. Sin embargo ese nombramiento no fue acompañado de ninguna responsabilidad en el gobierno y Djibo siguió asumiendo el rol de jefe de gobierno además de jefe de Estado. Su nombramiento vino motivado por su carácter moderado y por su experiencia política. El 1 de marzo pudo nombrar un nuevo gobierno con veinte ministros, incluidos cinco militares de los que tres se consideraban cercanos a Mamadou Tandja, el presidente depuesto.
Diferenciándose del gobierno de Tandja, que minimizaba el tema, Danda hizo un llamamiento a la comunidad internacional sobre el tema del hambre en el país. El 10 de marzo de 2010 declaró que al menos el 58% de la población podía tener problemas al respecto, frente a la cifra del 20% fijada por el anterior gobierno.